# Адорант

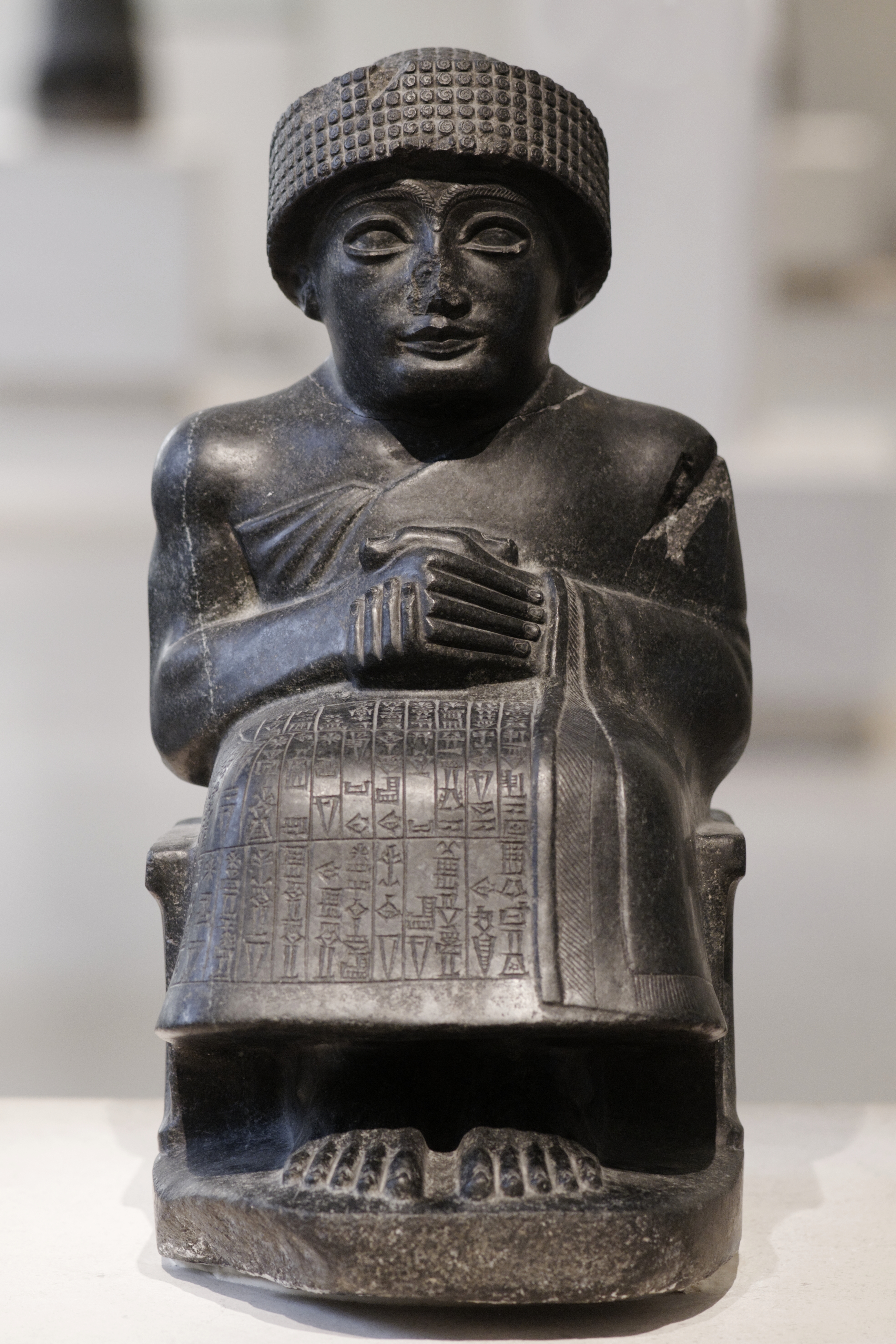
Статуя Гудеа в положении адоранта

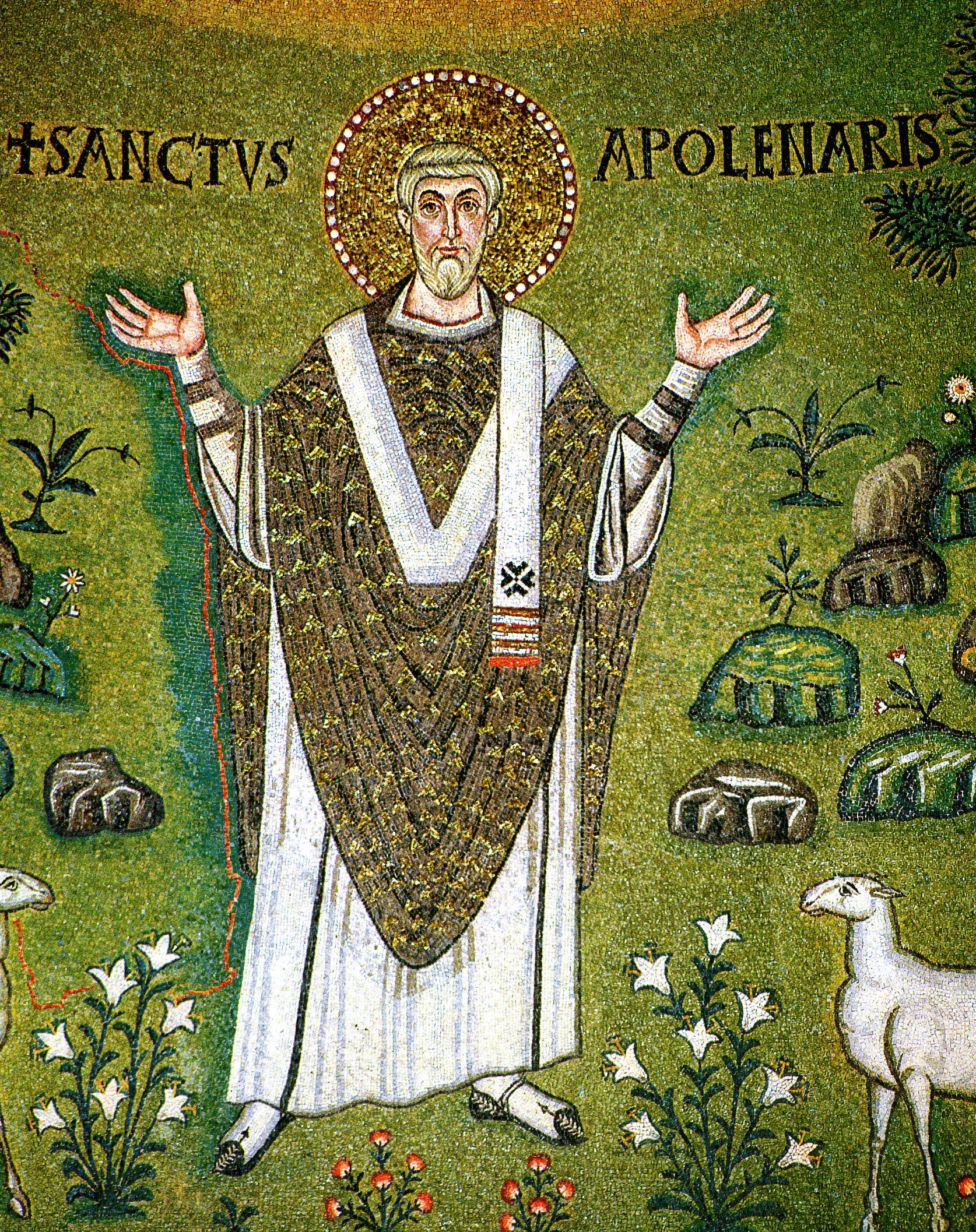
Святой Аполлинарий Равеннский «Добрый пастырь» в позе адоранта. Мозаика конхи апсиды церкви Сант-Аполлинаре-ин-Классе в Равенне. 534—549

Адора́нт (от лат. adoratio — обожание, поклонение) — фигура с простёртыми к небу руками, служившая для передачи образа просящего.
В литературе о Древней Месопотамии так обычно называют фигурку человека, изготовляемую из мягких пород камня, а позднее — глины, и устанавливавшуюся в храме для того, чтобы молиться за поставившего её человека. Она представляла собой сидящего или стоящего молящегося человека со сложенными на груди руками. Лицо обычно выполнялось тщательнее, чем туловище, хотя и должно было соответствовать определённым условностям, что лишало скульптуры индивидуальных черт. На плече адоранта обычно была выбита надпись, сообщающая, кто был его владельцем. Известны находки, когда первая надпись была стёрта и позднее заменена другой.
В античном искусстве подобные фигуры в позе адоранта (лат. adoratio — обожание, поклонение) расценивали «в качестве символа верности и благочестия, в заупокойном культе мольбы о прощении и ниспослании дара небес». Применительно к раннехристианскому, романскому и византийскому искусству термин обозначает изображение человеческой фигуры с простёртыми к небу руками как символический образ просящей благословения души.
Особенно часто этот мотив встречается в росписях римских катакомб, начиная со II века. В этой позе нередко изображались персонажи Ветхого завета, однако чаще всего в такой форме представлялись души умерших.
В последующем образ адоранта послужил основой христианской иконографии Богоматери Оранты.